# Tzachi Hanegbi
Yitzhak (Tzachi) Hanegbi (Hebreeuws: יצחק (צחי) הנגבי) (Jeruzalem, 26 februari 1957) is een Israëlische politicus van Likoed en als zodanig lid van de Knesset. Sinds eind 2016 is hij minister van Regionale Samenwerking in het kabinet-Netanyahu IV.
Hanegbi komt uit een gezin waarvan beide ouders ten tijde van het Mandaatgebied Palestina actief waren in de Joodse verzetsgroep Lechi. Zijn moeder, Geulah Cohen, werd later Knessetlid voor Likoed en Tehiya.
Na zijn militaire dienst bij de luchtlandingstroepen te hebben voldaan, studeerde hij internationale betrekkingen aan de Hebreeuwse Universiteit van Jeruzalem, behaalde een bachelor in de rechten en bekleedde het voorzitterschap van zowel de plaatselijke als de landelijke studentenvakbond.
Hanegbi deed zijn entree in de Knesset in 1988 en kreeg tevens de leiding over het bureau van premier Yitzhak Shamir. Na de Knessetverkiezingen van 1996 werd hij in het kabinet-Netanyahu I minister van volksgezondheid, in september dat jaar ook van justitie om vervolgens die van volksgezondheid in november te laten vallen.
Nadat Ariel Sharon in 2001 de verkiezingen voor het premierschap had gewonnen, werd hij minister van milieu in het kabinet-Sharon I en het jaar daarop in december - nadat de Arbeidspartij en Meemad de regering hadden verlaten - eveneens minister van vervoer.
Na de Knesstverkiezingen van 2003 werd Hanegbi in het kabinet-Sharon II minister van binnenlandse veiligheid wat later werd omgezet in het ministerschap voor de veiligheidsdiensten alsook het Israëlische nucleaire energieagentschap. Van 2004 tot 2006 was hij eveneens minister van Algemene Zaken verbonden aan het ministerie van de premier.
Nadat Sharon eind 2005 met de vorming van Kadima uit de Likoed was weggelopen, werd Hanegbi tijdelijk voorzitter van laatstgenoemde. Dit was echter van zeer korte duur, reeds de volgende dag deelde hij mee naar Kadima over te stappen en op 10 december van dat jaar legde hij zijn parlementaire zetel neer. Na de Knessetverkiezingen van 2006 maakte hij in april 2006 zijn rentree. Van mei 2006 tot december 2010 was hij voorzitter van de parlementaire commissie voor veiligheids- en buitenlandse zaken.
Midden 2010 werd Hanegbi door het gerechtshof te Jeruzalem vrijgesproken van de aanklachten van omkoping, fraude en vertrouwensbreuk in een proces waarin hij sinds 2006 verwikkeld was. Wel werd hij schuldig bevonden aan meineed omdat hij ten onrechte had ontkend dat hij ervoor had gezorgd dat partijgenoten op het ministerie van milieubescherming waren benoemd ten tijde dat hij daarover de scepter zwaaide. Voor deze dubieuze benoemingen werd hij echter niet veroordeeld omdat het ging om iets wat speelde voor 2004 toen dit nog niet onrechtmatig was en destijds ook gebruikelijk. Uiteindelijk kreeg hij eind 2010 van het Jeruzalemse gerechtshof een boete opgelegd en een berisping voor onethisch gedrag. In afwachting van zijn hoger beroep legde hij zijn Knessetzetel neer.
Medio 2012 verruilde hij Kadima voor Likoed nadat Kadima uit de regering was gestapt. In de parlementsverkiezingen van 2013 werd hij op de Likoedlijst weer verkozen in de Knesset en op 2 juni 2014 werd hij ter vervanging van partijgenoot Ze'ev Elkin, die een maand eerder was opgestapt, viceminister voor buitenlandse zaken in het kabinet-Netanyahu III. Hij keerde niet gelijk terug in het op 14 mei 2015 ingezworen kabinet-Netanyahu IV; pas op 30 mei 2016 werd hij minister zonder portefeuille belast met onderwerpen op het gebied van defensie en buitenlandse zaken. Op 26 december 2016 werd hij minister van Regionale Samenwerking.
Begin februari 2019 was hij een van de ondertekenaars van een petitie door de Nahala-beweging aan het adres van de (volgende) Israëlische regering, waarin gevraagd wordt héél de door Israël bezette Westelijke Jordaanoever te koloniseren met twee miljoen joden. Daartoe moet het Twee-statenmodel worden losgelaten en de geldende bouwstop buiten de "officiële settlement-blocs" (die de VN als illegaal beschouwd). Het gaat om een plan van Jitschak Sjamier uit de jaren '90 van de vorige eeuw. De Nahala-petitie heeft het over:Het land Israël: één land voor één volk
Tzachi Hanegbi is woonachtig te Mevaseret Zion, een voorstad van Jeruzalem in westelijke richting.